# Konůvky
Konůvky jsou zaniklá středověká ves a tvrz ve Ždánickém lese, v katastrálním území obce Heršpice v okrese Vyškov, poblíž Bučovic a Slavkova u Brna. Pozůstatky vesnice jsou volně přístupné po žluté turistické značce, která vede z obce Mouřínov zhruba jižním směrem a z lokality Konůvek pokračuje na hřeben Ždánického lesa, kterého dosahuje v místě zvaném U andělíčka. Značka pak pokračuje k jihu do Ždánic. Lokalita je kulturní památkou registrovanou Národním památkovým ústavem.

## Historie

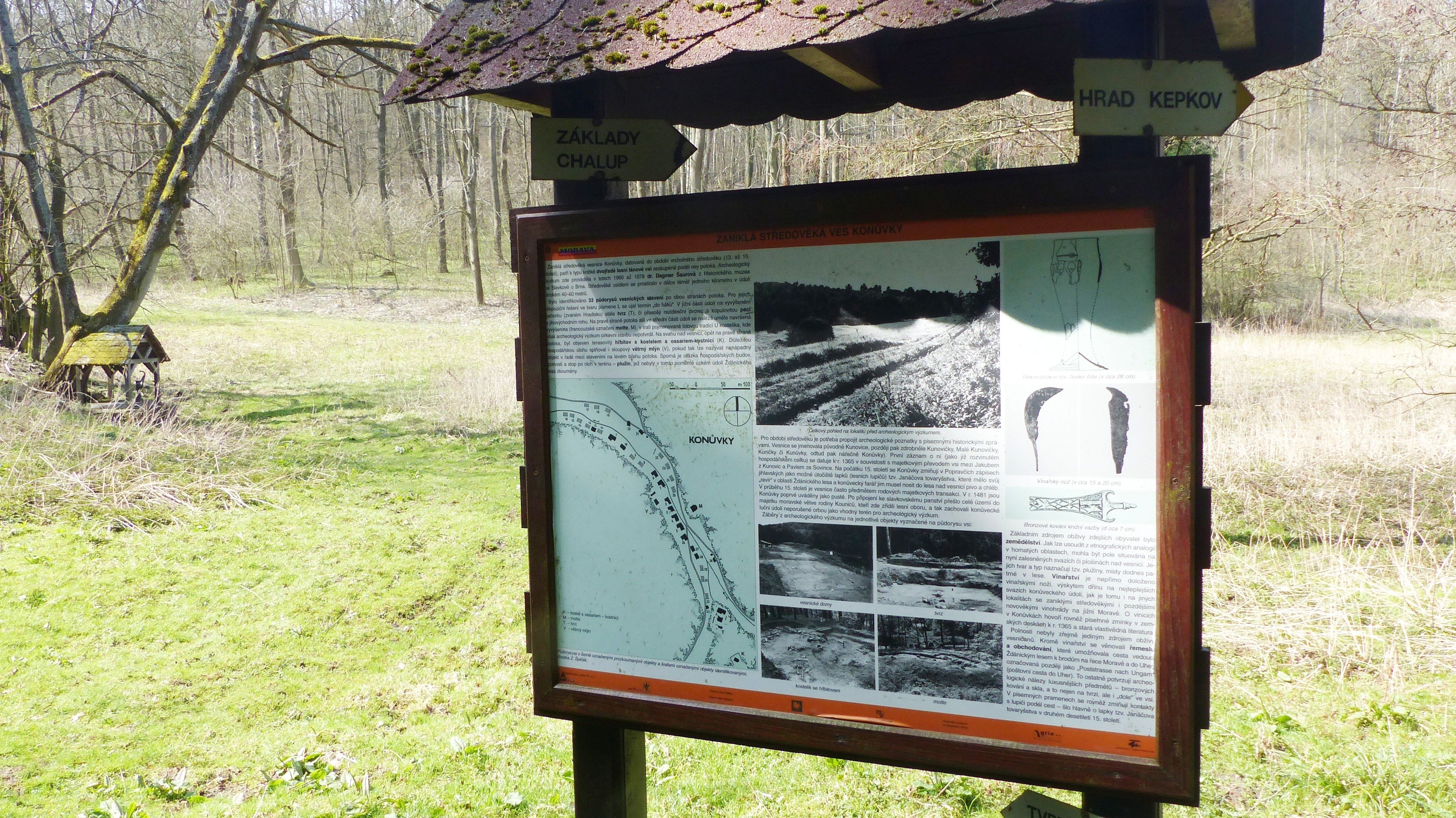
Informační tabule v lokalitě zaniklé vsi Konůvky.

Obec patrně vznikla před polovinou čtrnáctého století. První písemná zmínka je psána latinsky a pochází z roku 1365. Tehdy se ves jmenovala Kunovice a zmíněna je majetková transakce mezi Jakubem z Kunovic a Pavlem ze Sovince. Později se ves uvádí jako Kunovičky, od roku 1464 se objevuje jméno Kunůvky, jež se později pozměnilo na Konůvky. Poměrně hojné zmínky pocházejí z konce 14. a začátku 15. století. Konůvkami zřejmě procházela obchodní stezka překračující hřbet Ždánického lesa. Provoz na ní byl lákavý pro lupiče (lapky), kteří měli v lese u Konůvek jakousi základnu.
Popravčí zápisy jihlavské dokonce uvádějí, že jim místní farář nosil do lesa chléb a pivo. V roce 1481 se Konůvky uvádějí již jako pusté. Je pravděpodobné, že ves zanikla násilným způsobem doprovázeným požárem v době husitských válek, pravděpodobně ve třicátých letech 15. století.

## Topografie
Zaniklá osada Konůvky patří k typu dvojřadé lesní lánové vsi, uskupené podél potoka po jeho obou stranách. Středověké osídlení se prostíralo podél potoka v délce téměř jednoho kilometru v údolí širokém 40–60 metrů. V jižní, nejvyšší části vesnice stála na umělém pahorku obklopeném příkopy tvrz. Ještě výše, na svahu nad jižním koncem vsi byl terasovitý hřbitov s malým kostelíkem a kostnicí. Na pravém (východním) břehu potoka zhruba uprostřed vesnice se nachází uměle navršená vyvýšenina, odborně označovaná francouzským slovem motte. Význam této motte není úplně jasný, možná šlo o menší panské sídlo, obehnané příkopem, snad opuštěné kvůli poloze v bažinatém terénu.
Vesnice byla na svou dobu poměrně velká; byly zjištěny pozůstatky nejméně 33 domů. Nález vinařských nožů svědčí o tom, že obyvatelé pěstovali i vinnou révu. To potvrzuje i písemný záznam v zemských deskách z roku 1365. Kromě toho se obyvatelé věnovali i řemeslu a obchodu, jak o tom svědčí nálezy luxusnějších předmětů (bronzová kování a sklo).

## Archeologie

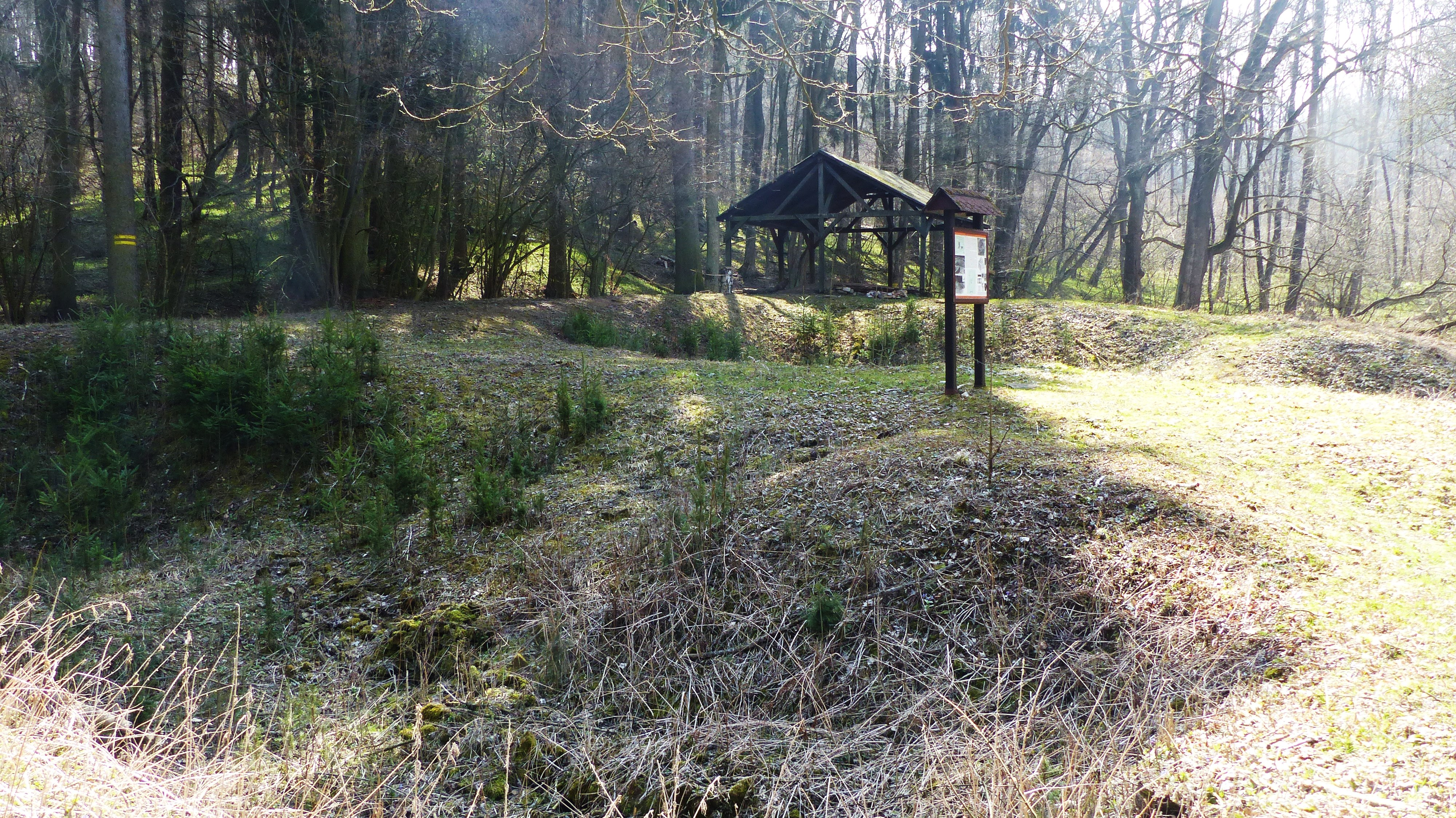
Místo bývalé tvrze, pod stříškou zbytky hliněné pece

Archeologický průzkum Konůvek prováděla v šedesátých a sedmdesátých letech dvacátého století pracovnice tehdejšího Historického muzea ve Slavkově Dagmar Šaurová. Nalezený archeologický materiál byl zpočátku uložen v muzeu ve Slavkově u Brna, později roztříděn a přemístěn do Moravského zemského muzea v Brně. Byla nalezena keramika, železné předměty – zemědělské a řemeslnické  nářadí, zbraně a výzbroj, stavební vybavení, potřeby pro domácnost, bronzové předměty, výrobky z kosti a skla. Kompletní zpracování nálezového materiálu provedla Zdeňka Měchurová z Moravského zemského muzea v Brně a publikovala je v roce 1998.
Základy vesnických stavení, pahorek tvrze s chlebovou pecí a motte jsou částečně zakonzervovány a v terénu dobře viditelné, zvláště mimo vegetační období. Na několika místech jsou instalovány informační tabule pro návštěvníky. Asi 1,5 km severozápadním směrem se nachází nepatrné zbytky hrádku Kepkov.